# Love Exposure
Pour plus de détails, voir Fiche technique et Distribution.
Love Exposure (愛のむきだし, Ai no mukidashi) est un film japonais, écrit et réalisé par Sion Sono, sorti en 2008. Par sa longueur (3 h 57) et les thèmes qu'il traite (perversion, folie, amour, lesbianisme, sectarisme), Love Exposure est un film singulier. Il est bien accueilli par la critique, et reçoit de nombreux prix, notamment celui du meilleur réalisateur au Prix du film Mainichi.

## Synopsis
Yū Honda (Takahiro Nishijima), adolescent de 17 ans, vit seul avec son père Tetsu depuis la mort de sa mère. Tetsu est devenu prêtre après le drame et demande tous les jours à Yū de se confesser devant lui. Yū, qui ne sait pas quoi confesser, se met alors, devant l'insistance de son père, à inventer des péchés qu'il aurait pu commettre. Mais son père sait qu'il ment, ce qui pousse Yū à commettre de vrais pêchés. Il en vient alors à se lier d'amitié avec des voyous qui lui apprennent à se battre, à voler et à prendre des photos de culottes en catimini. Cette activité le fait passer pour un pervers, mais en réalité, il ne ressent rien à la vue des photographies qu'il prend. En effet, il est toujours à la recherche de son grand amour, sa "Maria", que sa mère, avant de mourir, lui a fait promettre de lui présenter.
Un jour, Yū perd un pari avec ses amis et doit s'habiller en fille, aller dans la rue et embrasser une fille au hasard. Lors d'une scène présentée dans le film comme "le miracle", Yū et ses amis rencontrent Yōko (Hikari Mitsushima), une jeune fille du même âge que Yū. Celle-ci est en train d'être attaquée par un groupe de voyous. Yū la sauve, l'embrasse conformément au pari, et se rend alors compte que Yōko est le véritable amour qu'il cherche depuis toujours, et qu'il a promis à sa mère de présenter. Cependant, Yōko ne comprend pas que son sauveur est un garçon, et elle tombe amoureuse de l'alter ego féminin de Yū, Sasori.
Pendant ce temps, Yū est espionné par Aya (Sakura Ando), une jeune fille ayant des troubles psychotiques à cause de son enfance malheureuse. C'est en fait elle qui est à l'origine de la rencontre miraculeuse. L'intrigue avance et Yū, son père Tetsu, et Yōko et sa mère adoptive Kaori finissent par former un seul foyer, issu de l'union de Tetsu et Kaori. On apprend qu'Aya est membre du culte de l'« église zéro », et qu'elle espère convertir toute la famille. Elle arrive effectivement à manipuler Yōko en se faisant passer pour Sasori et en lui décrivant Yū comme un pervers.
Finalement, seul Yū n'est pas converti au culte de l'église zéro. Pourtant, ce dernier, qui n'arrive pas à faire sortir son père, Yōko et la mère de celle-ci de la secte de l'église zéro, se résout à intégrer ce culte, pour l'infiltrer. Il parvient alors à entrer dans le quartier général de la secte et à rejoindre Yōko, qui refuse de le suivre car elle a subi un lavage de cerveau de la part d'Aya. À la suite des nombreux dégâts que Yū a causés, les médias s'intéressent à l'église zéro, qui est démantelée. Aya se suicide, en estimant que sa tâche a été réalisée, à savoir briser Yū. En effet, Yū est atteint de troubles de la personnalité à la suite du refus de Yōko de le suivre. Il est alors interné, car il croit être Sasori, son alter ego féminin.
Yōko, placée chez sa tante, comprend qu'elle est amoureuse de Yū et décide alors de le sauver, après qu'il l'a sauvée de la secte. Elle se rend à l'hôpital psychiatrique où est interné Yū, mais ne parvient pas à le faire revenir à la raison. Les policiers, accourus sur place, l'emmènent. C'est alors que Yū se rappelle qui il est vraiment. Il poursuit donc la voiture des policiers, brise la vitre arrière et le film s'arrête sur les mains enfin jointes de Yū et Yōko.

## Fiche technique
- Titre : Love Exposure
- Titre original : 愛のむきだし (Ai no mukidashi?)
- Réalisation : Sion Sono
- Scénario : Sion Sono
- Production : Haruo Umekawa
- Musique : Tomohide Harada
- Photographie : Sōhei Tanikawa (ja)
- Montage : Jun'ichi Itō (ja)
- Pays d'origine :  Japon
- Langue originale : japonais
- Format : couleurs - 1,78:1 - Dolby Digital
- Genre : Comédie dramatique, romance et action
- Durée : 237 minutes
- Dates de sortie :
  - Japon : 29 novembre 2008 (Tokyo Filmex[3]) - 31 janvier 2009 (sortie en salle)[4]

## Distribution
- Takahiro Nishijima : Yū Honda
- Hikari Mitsushima : Yōko Ozawa
- Sakura Andō : Aya Koike
- Makiko Watanabe : Kaori Fujiwara
- Atsuro Watabe : Tetsu Honda

## Distinctions
Le film a remporté plusieurs récompenses, :
- Berlinale :
  - Prix Caligari – Sion Sono
  - Prix FIPRESCI – Sion Sono

- FanTasia :
  - Meilleur film asiatique – Sion Sono
  - Prix du jury : prix de la meilleure actrice – Hikari Mitsushima
  - Prix de l'innovation – Sion Sono
  - Mention spéciale du jury – Sion Sono

- Hōchi Film Awards :
  - Meilleur nouvel acteur – Hikari Mitsushima

- Kinema Junpō Awards :
  - Meilleur nouveau talent – Takahiro Nishijima
  - Meilleur second rôle féminin – Hikari Mitsushima

- Prix du film Mainichi :
  - Meilleur réalisateur – Sion Sono
  - Grand prix Sponichi : meilleur nouveau talent – Takahiro Nishijima et Hikari Mitsushima

- Festival du film de Yokohama :
  - Meilleur espoir – Hikari Mitsushima
  - Meilleur second rôle féminin – Sakura Andō

## Tournage
Le making-of de Love Exposure montre un réalisateur souvent en proie au doute, qui confie avoir à plusieurs reprises regretté de s'être lancé dans le tournage du film. Il déclare : « Pour la première fois, j'ai ressenti du déplaisir à tourner un film. Il n'y avait aucune joie, chaque jour était une souffrance ». On y voit également un Sion Sono particulièrement tyrannique dans la direction d'une scène impliquant la jeune actrice Hikari Mitsushima.
Le scénario de Love Exposure comptait plus de 500 pages, et la première version du film durait environ six heures.

## Autour du film
Dans Love Exposure, Yū se travestit en femme, pour défendre puis séduire Yōko. Lors de sa première apparition en tant que femme, il se présente comme étant « Sasori », la femme scorpion. Le film fait ici référence à La Femme scorpion, film de Shun’ya Itō adapté du manga du même nom, sorti en 1972, et dans lequel le personnage principal, Matsu, est surnommée « Sasori ». On note par ailleurs que Yū reprend le même chapeau caractéristique que Matsu pour se travestir.
La chanson chantée par les membres de l'église Zéro dans la chapelle est Kūdō desu (空洞です), œuvre du groupe japonais Yura Yura Teikoku (en) (ゆらゆら帝国), actif dans les années 1990 et 2000.
Le film a une certaine dimension autobiographique, Sion Sono ayant notamment été enrôlé dans plusieurs sectes successives. Fait écho à cette expérience personnelle la trajectoire absurde, dans le film, de conversion en conversion, du père de Yū et de la mère adoptive de Yōko.